# Koekelare
Koekelare là một đô thị ở tỉnh Tây Flanders. Đô thị này gồm các thị trấn Bovekerke, Koekelare  và Zande. Tại thời điểm ngày 1 tháng 1 năm 2006, Koekelare có dân số 8.291 người. Tổng diện tích là 39,19 km² với mật độ dân số là 212 người trên mỗi km².
Đô thị này gồm Koekelare và các làng Bovekerke, Zande và De Mokker. 